# Samuel Flores Flores
Samuel Flores Flores (Montevideo, 1933-Punta del Este, 2017) fue un arquitecto uruguayo.

## Biografía

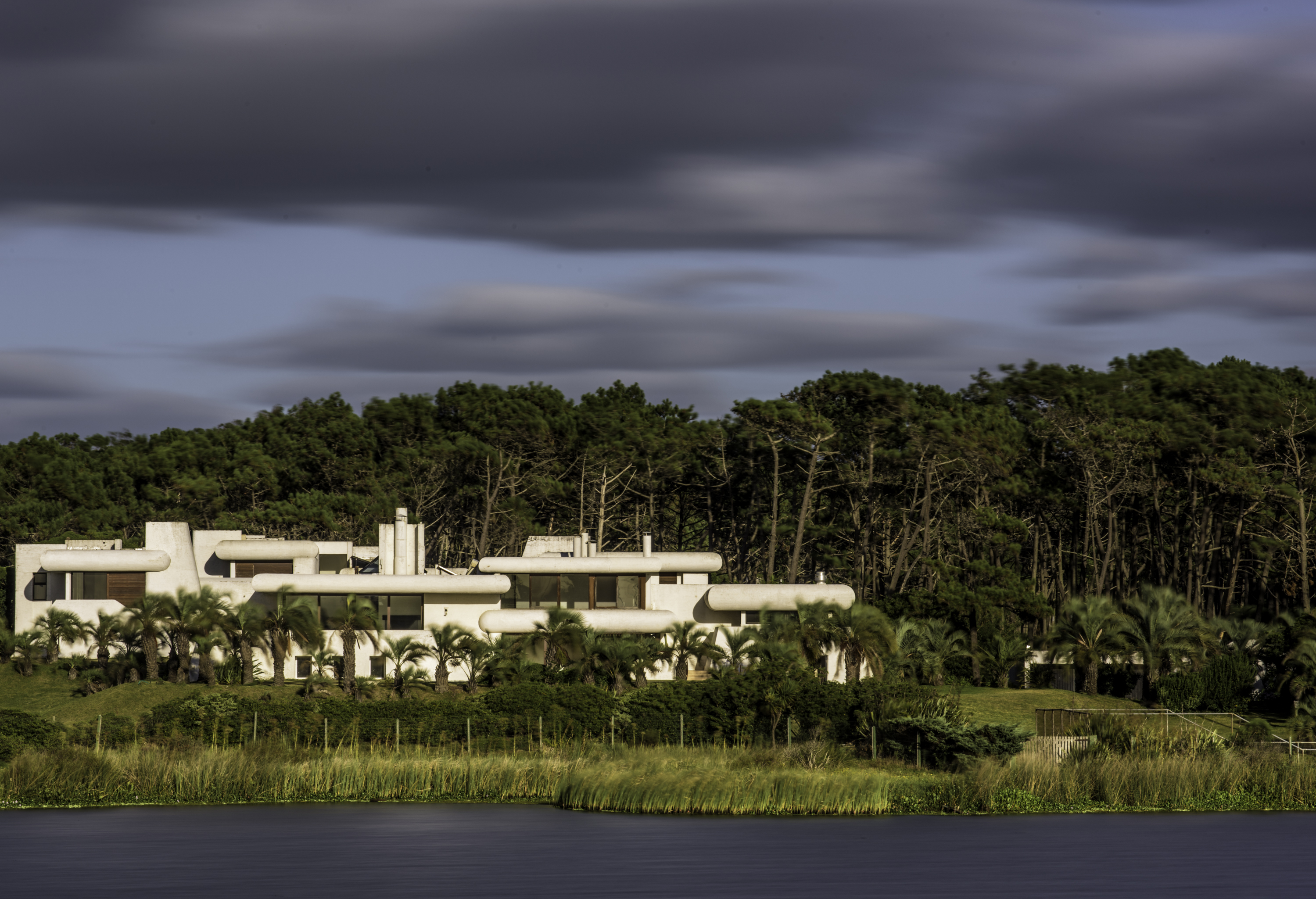
Casa Poseidón

Nacido en Montevideo en 1933, sus obras se encuentran principalmente en Buenos Aires, ciudad en la que estuvo instalado algún tiempo, y Punta del Este. Entre sus proyectos se encuentran edificios como la casa Poseidón y Torres Blancas. Falleció el 27 de noviembre de 2017 en Punta del Este.